# Vladimir Astapovskij
Vladimir Aleksandrovič Astapovskij (in russo Владимир Александрович Астаповский?; Brjansk, 16 luglio 1946 – Mosca, 12 aprile 2012) è stato un calciatore sovietico, di ruolo portiere.

## Carriera
Fu eletto calciatore sovietico dell'anno nel 1976, quando ottenne anche la medaglia di bronzo ai Giochi olimpici con la sua Nazionale.

## Palmarès

### Club
- Campionato sovietico: 1

CSKA Mosca: 1970

### Nazionale
- Bronzo olimpico: 1

Montréal 1976

### Individuale
- Calciatore sovietico dell'anno: 1

1976